# Dietrichsdorf
Dietrichsdorf is een plaats en voormalige gemeente in de Duitse deelstaat Saksen-Anhalt en maakt deel uit van de gemeente Zahna-Elster in de Landkreis Wittenberg.

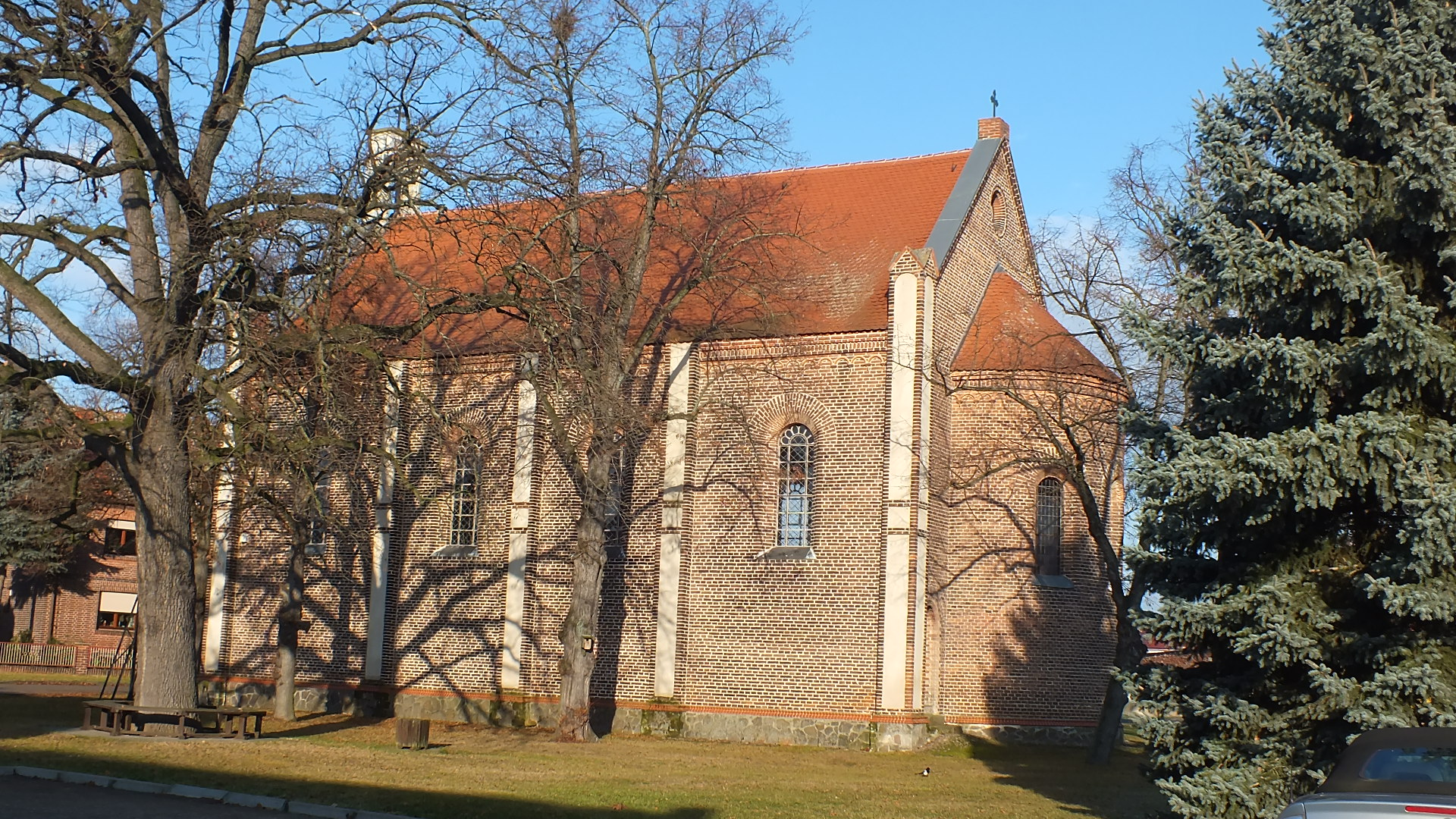
Dorpskerk

Dietrichsdorf telt 222 inwoners.